# Praxillinicola
Praxillinicola is een geslacht van eenoogkreeftjes uit de familie van de Praxillinicolidae. 
De wetenschappelijke naam van het geslacht is voor het eerst geldig gepubliceerd in 1885 door McIntosh.

## Soorten
- Praxillinicola kroyeri McIntosh, 1885